# Ladislav Jurkemik
Ladislav Jurkemik (Jacovce, 20 de julho de 1953) é um ex-futebolista profissional  e treinador checoslovaco que atuava como defensor.

## Carreira
Ladislav Jurkemik fez parte do elenco da Seleção Checoslovaca de Futebol, na Copa de 82 e nas Euros de 1976 e 1980.

## Títulos
- Eurocopa: 1976